# Pyrestes bicolor
Pyrestes bicolor là một loài bọ cánh cứng trong họ Cerambycidae.